# Alice Englert
Alice Allegra Englert (Sydney, 15 de junho de 1994) é uma atriz e modelo australiana.

## Biografia
Alice Englert é uma atriz australiana mais conhecida por seus papéis como Rosa no filme "Ginger & Rosa", e como Lena Duchannes no filme "Beautiful Creatures", e como Dolly na série "Ratched". Englert também fez trabalhos como modelo.
Englert é a filha da australiana diretora "Jane Campion", e o cineasta Colin Englert. Ela nasceu em Sydney, Austrália, e foi criada lá e em locais como Nova Zelândia. Englert explica: "Eu passei metade da minha vida em aviões. Eu tenho um grande amor pela Nova Zelândia". Englert frequentou escolas em Nova York, Londres, Nova Zelândia, Roma e Austrália, sendo um deles Sibford School e um internato em Oxfordshire, na Inglaterra. Seus pais se divorciaram quando ela tinha apenas 7 anos, e fez sua estreia no cinema com oito anos em Listen, seguido, aos 12 no curta-metragem "O Diário da Água" dirigido por sua mãe. Ela deixou a escola para se tornar atriz.

### Filmes e Séries
| Ano  | Título Original             | Título no Brasil        | Personagem      | Notas                                 |
| ---- | --------------------------- | ----------------------- | --------------- | ------------------------------------- |
| 2001 | Listen by Paula Maling      |                         |                 | Curta-metragem                        |
| 2006 | The Water Diary             | O Diário da Água        | Ziggy           | Curta-metragem                        |
| 2008 | Flame of the West           |                         | Casey           | Curta-metragem                        |
| 2008 | 8                           | 8                       | Ziggy           | Continuação de: The Water Diary       |
| 2012 | Ginger & Rosa               | Ginger e Rosa           | Rosa            |                                       |
| 2013 | In Fear                     | Uma Noite Para Esquecer | Lucy            |                                       |
| 2013 | Beautiful Creatures         | Dezesseis Luas          | Lena Duchannes  |                                       |
| 2013 | The Lovers                  | Os Amantes              | Dolly           |                                       |
| 2014 | New Worlds                  |                         | Hope            | 4 episodios; Série de TV              |
| 2015 | The Boyfriend Game          |                         | -               | Diretora e roteirista; Curta-metragem |
| 2016 | The Rehearsal               |                         | Thomasin        |                                       |
| 2016 | Family Happiness            |                         |                 | Diretora e roteirista; Curta-metragem |
| 2017 | Top Of The Lake: China Girl |                         | Mary Edwards    |                                       |
| 2019 | Them That Follow            | Aqueles Que Seguem      | Mara            |                                       |
| 2020 | Ratched                     | Arranhada               | Nurse Dolly     |                                       |
| 2021 | The Serpent                 | A serpente              | Teresa Knowlton |                                       |

## Prêmios e indicações
| Ano  | Cerimônia                       | Categoria               | Trabalho      | Resultado |
| ---- | ------------------------------- | ----------------------- | ------------- | --------- |
| 2012 | British Independent Film Awards | Best Supporting Actress | Ginger & Rosa | Indicado  |